# Erik Mjönes
Erik Arvid Mjönes, född 10 maj 1974 i Lidingö,, är en svensk sångare, musiker och musikalartist, främst känd för sången Lion of Love i filmen Eurovision Song Contest: The Story of Fire Saga.
Mjönes, som växte upp i Västerås medverkade i Jesus Christ Superstar på Göteborgsoperan 2002. Han har även medverkat i TV-programmet Lotta på Liseberg sedan 2008, samt turnerat med Christer Sjögren.
Mjönes sjöng rollen som den ryske Eurovision-artisten Alexander Lemkov, som spelades av Dan Stevens i filmen Eurovision Song Contest: The Story of Fire Saga som kom ut på Netflix 2020. Mjönes har uppträtt med låten från filmen, Lion of Love, i allsångsprogrammet Lotta på Liseberg.
Han har även varit verksam som projektledare inom barnrätt för Erikshjälpen. Han har arbetat som lärare i musik på Lendahlsskolan och Vittra Gerdsken i Alingsås. 